# Парламентские выборы в Пакистане (1977)
Всеобщие выборы в Пакистане прошли 7 марта 1977 года. На них избиралось 200 депутатов обеих палат парламента Пакистана, Национальной ассамблеи и Сената. Выборы 1977 года стали вторыми в истории страны и первыми после разделения Пакистана.
В результате голосования большую победу одержала правящая Пакистанская народная партия в борьбе против Пакистанского национального альянса, коалиции 9 партий, оппозиционных режиму Зульфикара Али Бхутто. Однако, Альянс обвинял ПНП в фальсификации выборов в свою пользу. Это вызвало волнения, проявившиеся в массовых демонстрациях и беспорядков против Бхутто. Бхутто и силы правопорядка перестали контролировать обстановку. Создались условия для объявления чрезвычайного положения в стране. Начальник штаба сухопутных войск Мухаммед Зия-уль-Хак созвал секретное совещание высших военных чинов для плана военного переворота. В июле 1977 года произошёл военный переворот, правительство было свергнуто, парламент был распущен и страна оказалась вновь под военным управлением.

## Предвыборная обстановка и кампания
Выборы проходили ранее положенного срока, падавшего на вторую половину 1977 года. Бхутто выступил 7 января 1977 года по Национальному телевидению и объявил о досрочных выборах и вскоре после этого начал свою предвыборную кампанию. 10 января 1977 года Председатель Избирательной комиссии анонсировал расписание выборов и объявил 19 и 22 января последними сроками номинаций в парламент и провинциальные собрания, соответственно.
В отличие от выборов 1970 года, когда Пакистанская народная партия в основном полагалась на социалистические лозунги, Бхутто решил опереться на политических лидеров, раздавая партийные мандаты феодальным лордам и другим влиятельным фигурам. Сам Бхутто лично проводил открытые мероприятия по всей стране, чтобы заручиться поддержкой народных масс. Он объявил о трудовых реформах 4 января и о земельных реформах 5 января. Участие на таких собраниях было массовым, в особенности в Синде и Пенджабе. Намерение Бхутто провести выборы раньше срока заключалось в том, чтобы не дать оппозиции времени на подготовку и организацию выборной кампании.
Тем не менее, Пакистанский национальный альянс смог в ряде случаев создать правящей партии серьёзные проблемы. В ходе кампании ПНА не представил свою политическую программу, в основном деятельность Альянса сводилась к критике действий ПНП, таких как коррупция (хотя не было доказательств прямой связи с самим Бхутто), финансовые ошибки, большие расходы на администрацию и провальная экономическая политика (в основном национализация), проявившаяся в высокой инфляции.

## Результаты
| Партия                           | Голоса     | %    | Места | +/-   |
| -------------------------------- | ---------- | ---- | ----- | ----- |
| Пакистанская народная партия     | 10 148 040 | 60,1 | 155   | +74   |
| Пакистанский национальный альянс | 6 032 062  | 35,7 | 36    | новая |
| Мусульманская лига (К)           | 6 032 062  | 35,7 | 1     | −8    |
| Прочие партии                    | 709 081    | 4,1  | 0     | -     |
| Независимые                      | 709 081    | 4,1  | 8     | −8    |
| Женщины и меньшинства            | -          | -    | 16    | -     |
| Всего                            | 16 889 183 | 100  | 216   | -84   |